# Bas
Para otros usos, véase BAS.
Bas, primer gobernante independiente de Bitinia, gobernó del 376 a. C. al 326 a. C. Derrotó a Calas, un general de Alejandro Magno, logrando así la independencia del país. Fue sucedido por su hijo Cipetes, que se proclamaría primer rey de Bitinia.
| Predecesor: Territorio del Imperio macedonio | Príncipe de Bitinia 376 a. C. - 326 a. C. | Sucesor: Cipetes I |